# 피넛 갤러리

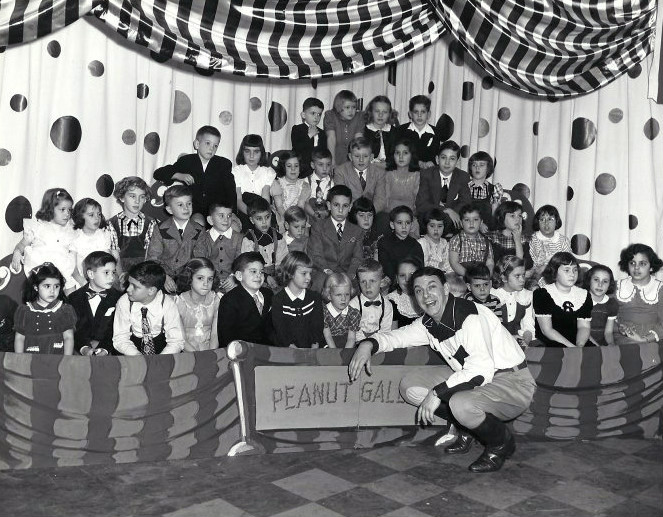
하우디 두디 피넛 갤러리 1940년 경 ~ 1950년대

피넛 갤러리(Peanut gallery)는 극장의 가장 싼 좌석을 의미하는 미국의 속어이다. 시시한 비평을 하는 사람들을 말하기도 한다.

## 같이 보기
- 관중석